# Caleta elna
Caleta elna is een vlinder uit de familie van de Lycaenidae. De wetenschappelijke naam van de soort is voor het eerst gepubliceerd in 1876 door William Chapman Hewitson.

## Verspreiding
De soort komt voor in India, de Filipijnen en Indonesië.

## Ondersoorten
- Caleta elna noliteia (Fruhstorfer, 1918)
  - = Castalius elna noliteia Fruhstorfer, 1918
  - = Pycnophallium elna noliteia (Fruhstorfer, 1918)
- Caleta elna elvira (Fruhstorfer, 1918)
  - = Castalius elna elvira Fruhstorfer, 1918
  - = Castalius elna hondai Hayashi, 1976
- Caleta elna hilina (Fruhstorfer, 1918)
  - = Castalius elna hilina Fruhstorfer, 1918
- Caleta elna rhodana (Fruhstorfer, 1918)
  - = Castalius elna rhodana Fruhstorfer, 1918
- Caleta elna epeus (Corbet, 1938)
  - = Castalius epeus Corbet, 1938
- Caleta elna caletoides (Riley, 1945)